# Kristof Vizvary
Kristof Vizvary, avstrijski rokometaš, * 21. avgust 1983, Spodnja Avstrija.
Leta 2010 je na evropskem rokometnem prvenstvu s avstrijsko reprezentanco osvojil 9. mesto.